# Ґрінауць-Рая
Ґрінауць-Рая (рум. Grinăuţi-Raia) — село в Молдові в Окницькому районі. Входить до складу комуни з центром у селі Ґрінауць-Молдова.
| Молдова | Це незавершена стаття з географії Молдови. Ви можете допомогти проєкту, виправивши або дописавши її. |